# Percy Ramos
Percy Alberto Ramos Puelles (* La Libertad, 1958 -   ) es un político peruano. Miembro del Partido Aprista Peruano, ha sido elegido 3 veces alcalde del Lambayeque.

## Biografía
Nacido en La Libertad, el 16 de octubre de 1958. Hizo sus estudios primarios en el Colegio José Encinas 271 del Distrito de Víctor Larco Herrera de Trujillo, y los secundarios en el Colegio José Sánchez Carrión de Trujillo.  
En febrero del 2010 anuncia su nueva postulación a la reelección como Alcalde de Lambayeque.